# Station Jeruzalem-Bijbelse Zoo
Station Jeruzalem-Bijbelse Zoo (Hebreeuws: החיות התנ"כי Taḥanat HaRakevet Biblical Zoo) is een station in de Israëlische stad Jeruzalem.
Het station ligt op het traject Tel Aviv-Jeruzalem, bij de dierentuin van Jeruzalem (de Bijbelse Zoo).
| Eindbestemming    | Vorig station | Lijn               | Volgend station | Eindbestemming  |
| ----------------- | ------------- | ------------------ | --------------- | --------------- |
| Tel Aviv-HaHagana | Bet Shemesh   | Tel Aviv-Jeruzalem | Jeruzalem-Malha | Jeruzalem-Malha |